# Ferdinand Hackradt
Ferdinand Ernst Friedrich Hackradt (Gramzow, Perleberg, Prignitz, 20 de dezembro de 1817 – Desterro, 22 de fevereiro de 1887) foi um empresário brasileiro natural da Alemanha. Em 1863 morava em Desterro, onde foi comerciante.
Irmão da mãe de Carl Hoepcke, recebeu de Hermann Blumenau um lote colonial em Blumenau em 1848, a quem então se associou, explorando e colonizando a região do rio Itajaí-Açu. No início instalaram uma serraria.
Sepultado inicialmente no cemitério protestante, foi trasladado para o Cemitério São Francisco de Assis, na área conhecida como cemitério alemão.